# Prodromus Astronomiae
Prodromus Astronomiae cum catalogo stellarum fixarum et Firmamentum Sobiescianum – katalog pozycji gwiazd oraz atlas map nieba wraz ze wstępem (Prodromus Astronomiae) autorstwa Jana Heweliusza z 1690. Ostatnie dzieło tego naukowca.

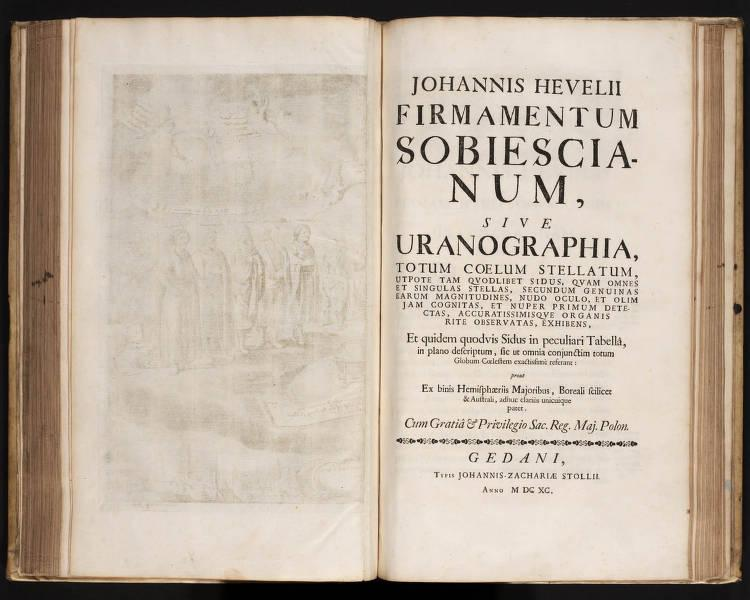
Karta tytułowa

Atlas (Firmamentum Sobiescianum, zawierający 80 kart, w tym 58 kart miedziorytów i 22 karty tekstu, 54 mapy gwiazdozbiorów) i katalog (Catalogus stellarum fixarum) były zwieńczeniem około czterdziestoletnich badań, które gołym okiem prowadził Heweliusz. Astronom świadomie zrezygnował w tym przypadku z używania lunet. Mimo tego, dzięki znakomitemu wzrokowi i precyzji własnoręcznie skonstruowanych kątomierzy, stworzył dzieło, które współcześnie nie miało konkurencji. Księga należy do grupy pięciu najważniejszych atlasów nieba sporządzonych do początku XIX wieku. Z jedenastu zaproponowanych przez Heweliusza gwiazdozbiorów aż siedem zachowano w zbiorze 88 konstelacji zatwierdzonym przez Międzynarodową Unię Astronomiczną w 1930.
Pozycja została zadedykowana królowi Janowi III Sobieskiemu. Jego warstwa graficzna była niezwykle atrakcyjna. Z Heweliuszem współpracowali Andrzej Stech (rysownik) oraz Karol de la Haye (wykonawca sztychów). Szczególnie bogatym opracowaniem cieszy się mapa gwiazdozbioru nazwanego przez Heweliusza Scutum Sobiescianum (Tarczą Sobieskiego).
Zbiór wydała w drukarni Jana Zachariasza Stolle w Gdańsku, już po śmierci autora (28 stycznia 1687), jego żona i asystentka, Elżbieta (de domo Koopman) za środki wyasygnowane przez Jana III Sobieskiego, który nazywał Heweliusza Civis Orbis Poloniae (Obywatelem Świata Polskiego) i był jego mecenasem.